# Большеигнатовский район
Большеигна́товский райо́н (эрз. Покш Игнадбуе, мокш. Оцю Игнатовань аймак) — административно-территориальная единица и муниципальное образование (муниципальный район) в составе Республики Мордовия Российской Федерации.
Административный центр — село Большое Игнатово.

## География
Район расположен в северо-восточной части Республики Мордовия.
Район граничит на западе, севере и северо-востоке — с Нижегородской областью, на востоке — с Ардатовским, на юге — с Ичалковским районами Мордовии. Территория района составляет 834 км² (на 68 км простирается с севера на юг, и на 42 км с запада на восток).

## История
Образован 10 января 1930 года. Органы власти заработали с 20 февраля 1930 года.

## Население
| \| 1970[5] \| 1979[5] \| 1989[5] \| 2002[5] \| 2005[6] \| 2006[6] \| 2007[6] \| 2008[6] \| \| -------- \| -------- \| -------- \| -------- \| -------- \| -------- \| -------- \| -------- \| \| 14 600 \| ↘12 084 \| ↘10 715 \| ↘9483 \| ↘9219 \| ↘9049 \| ↘8936 \| ↘8785 \| \| 2009[7] \| 2010[5] \| 2011[8] \| 2012[9] \| 2013[10] \| 2014[11] \| 2015[12] \| 2016[13] \| \| ↘8601 \| ↘8313 \| ↘8233 \| ↘7990 \| ↘7778 \| ↘7615 \| ↘7463 \| ↘7240 \| \| 2017[14] \| 2018[15] \| 2019[16] \| 2020[17] \| 2021[4] \| \| \| \| \| ↘7040 \| ↘6938 \| ↘6724 \| ↘6540 \| ↗6851 \| \| \| \| 2500 5000 7500 10 000 12 500 15 000 1970 2006 2011 2016 2021 |         |         |       |       |       |       |       |
| 1970 | 1979    | 1989    | 2002  | 2005  | 2006  | 2007  | 2008  |
| 14 600 | ↘12 084 | ↘10 715 | ↘9483 | ↘9219 | ↘9049 | ↘8936 | ↘8785 |
| 2009 | 2010    | 2011    | 2012  | 2013  | 2014  | 2015  | 2016  |
| ↘8601 | ↘8313   | ↘8233   | ↘7990 | ↘7778 | ↘7615 | ↘7463 | ↘7240 |
| 2017 | 2018    | 2019    | 2020  | 2021  |       |       |       |
| ↘7040 | ↘6938   | ↘6724   | ↘6540 | ↗6851 |       |       |       |

### Национальный состав
Эрзяне 83,47 %, русские 15,9

## Административное деление
В Большеигнатовский район как административно-территориальную единицу входят 8 сельсоветов.
В муниципальный район, в рамках организации местного самоуправления, входят 8 муниципальных образований со статусом сельских поселений.
Сельсоветы одноимённы образованным в их границах сельским поселениям.
| № | Муниципальное образование            | Административный центр | Количество населённых пунктов | Население (чел.) | Площадь (км²) |
| - | ------------------------------------ | ---------------------- | ----------------------------- | ---------------- | ------------- |
| 1 | Андреевское сельское поселение       | село Андреевка         | 1                             | ↗582             | 42.38         |
| 2 | Большеигнатовское сельское поселение | село Большое Игнатово  | 2                             | ↗2910            | 43.54         |
| 3 | Вармазейское сельское поселение      | село Вармазейка        | 7                             | ↘434             | 115.41        |
| 4 | Киржеманское сельское поселение      | село Киржеманы         | 12                            | ↘1076            | 259.86        |
| 5 | Кучкаевское сельское поселение       | село Кучкаево          | 3                             | ↗212             | 36.94         |
| 6 | Протасовское сельское поселение      | село Протасово         | 8                             | ↗291             | 145.31        |
| 7 | Старочамзинское сельское поселение   | село Старое Чамзино    | 6                             | ↗991             | 130.21        |
| 8 | Чукальское сельское поселение        | село Чукалы            | 2                             | ↗355             | 60.59         |

Первоначально в муниципальном районе в 2005 году было образовано 13 муниципальных образований со статусом сельских поселений (им соответствовали 13 сельсоветов).
Законом от 26 мая 2014 года, было упразднено Атяшевское сельское поселение с одноимённым ему сельсоветом и включено в Спасское сельское поселение (сельсовет).
Законом от 17 мая 2018 года, было упразднено Новокачаевское сельское поселение с одноимённым ему сельсоветом и включено в Вармазейское сельское поселение (сельсовет).
Законом от 24 апреля 2019 года, были упразднены Горское и Новобаевское сельские поселения с одноимёнными им сельсоветами и включены в Киржеманское сельское поселение (сельсовет).
Законом от 19 мая 2020 года, было упразднено Спасское сельское поселение с одноимённым ему сельсоветом и включено в Старочамзинское сельское поселение (сельсовет).

### Населённые пункты
В Большеигнатовском районе 37 населённый пункт.
| №  | Населённый пункт    | Тип     | Население | Муниципальное образование            |
| -- | ------------------- | ------- | --------- | ------------------------------------ |
| 1  | Андреевка           | село    | ↗582      | Андреевское сельское поселение       |
| 2  | Аржадеево           | село    | ↘176      | Старочамзинское сельское поселение   |
| 3  | Атяшево             | село    | ↘248      | Старочамзинское сельское поселение   |
| 4  | Барахманы           | село    | ↘37       | Вармазейское сельское поселение      |
| 5  | Большое Игнатово    | село    | ↗2842     | Большеигнатовское сельское поселение |
| 6  | Вармазейка          | село    | ↘180      | Вармазейское сельское поселение      |
| 7  | Горки               | село    | ↘310      | Киржеманское сельское поселение      |
| 8  | Ежовка              | посёлок | ↘7        | Киржеманское сельское поселение      |
| 9  | Инелейка            | деревня | ↘9        | Вармазейское сельское поселение      |
| 10 | Калыша              | посёлок | ↘84       | Протасовское сельское поселение      |
| 11 | Киржеманы           | село    | ↘429      | Киржеманское сельское поселение      |
| 12 | Коммунар            | посёлок | ↘9        | Старочамзинское сельское поселение   |
| 13 | Красная Нива        | деревня | ↘170      | Киржеманское сельское поселение      |
| 14 | Кучкаево            | село    | ↘249      | Кучкаевское сельское поселение       |
| 15 | Лесной              | посёлок | ↘20       | Протасовское сельское поселение      |
| 16 | Любимовка           | посёлок | ↘29       | Киржеманское сельское поселение      |
| 17 | Манаково            | деревня | ↘38       | Кучкаевское сельское поселение       |
| 18 | Моревка             | село    | ↘111      | Старочамзинское сельское поселение   |
| 19 | Надеждинский        | посёлок | ↘31       | Киржеманское сельское поселение      |
| 20 | Новая Александровка | деревня | ↘80       | Протасовское сельское поселение      |
| 21 | Новая Сосновка      | посёлок | ↘7        | Киржеманское сельское поселение      |
| 22 | Новое Баево         | село    | ↗236      | Киржеманское сельское поселение      |
| 23 | Новое Качаево       | село    | ↘227      | Вармазейское сельское поселение      |
| 24 | Новое Селище        | село    | ↘3        | Протасовское сельское поселение      |
| 25 | Новое Чамзино       | деревня | ↘116      | Вармазейское сельское поселение      |
| 26 | Петровка            | деревня | ↘11       | Протасовское сельское поселение      |
| 27 | Полудмитриевка      | деревня | ↘1        | Кучкаевское сельское поселение       |
| 28 | Протасово           | село    | ↘210      | Протасовское сельское поселение      |
| 29 | Раксажены           | деревня | ↘2        | Протасовское сельское поселение      |
| 30 | Растислаевка        | деревня | ↘7        | Вармазейское сельское поселение      |
| 31 | Спасское            | село    | ↘233      | Старочамзинское сельское поселение   |
| 32 | Старое Чамзино      | село    | ↘493      | Старочамзинское сельское поселение   |
| 33 | Старые Селищи       | село    | ↘240      | Чукальское сельское поселение        |
| 34 | Ташто Кшуманця      | деревня | ↘285      | Большеигнатовское сельское поселение |
| 35 | Тюрька              | деревня | ↘8        | Киржеманское сельское поселение      |
| 36 | Хухорево            | село    | ↘202      | Киржеманское сельское поселение      |
| 37 | Чукалы              | село    | ↘255      | Чукальское сельское поселение        |

В 2007 году упразднены деревни Гудимовка и Козловка.
В 2009 году упразднены посёлки Красная Стрелка и Чапамо.

## Экономика
Большеигнатовский район — аграрный. Производственное направление сельского хозяйства: зерново-скотоводческое.